# Stanisław Kwaśniewski
Stanisław Feliks Kwaśniewski (ur. 14 listopada 1886 w Krakowie, zm. 9 marca 1956 w Santa Monica) – generał brygady Wojska Polskiego, kawaler Orderu Virtuti Militari.

## Życiorys
Stanisław Feliks Kwaśniewski urodził się 14 listopada 1886 roku w Krakowie, w rodzinie Józefa Romana, sekretarza Uniwersytetu Jagiellońskiego, i Marii z domu Collet. Miał czwórkę rodzeństwa: Jadwigę, Walentego, Władysława i Pelagię. Kształcił się w Krakowie. Po ukończeniu Szkoły Kadetów został oficerem piechoty cesarskiej i królewskiej armii. W 1917 roku, w stopniu kapitana został przydzielony na własną prośbę do Polskiej Siły Zbrojnej, ale wkrótce odwołany za popieranie idei niepodległościowych i przeniesiony na front włoski.
W Wojsku Polskim od listopada 1918 roku, pełnił służbę w Oddziale Personalnym Sztabu Generalnego, do stycznia 1919. Od stycznia 1919 do lipca 1920 szef sztabu Grupy Operacyjnej gen. Kulińskiego, ranny. Po wyleczeniu wraca do Sztabu Generalnego, gdzie jest p.o. szefa Oddziału VII Naukowego oraz zastępcą szefa Oddziału IV Sztabu. W latach powołany 1919–1921 na Kurs Wojenny Szkoły Sztabu Generalnego. Po tym, do lipca 1923 szef Oddziału IV Sztabu Generalnego. 3 maja 1922 został zweryfikowany w stopniu pułkownika ze starszeństwem z 1 czerwca 1919 i 132. lokatą w korpusie oficerów piechoty. Z dniem 1 lipca 1923 mianowany został dowódcą piechoty dywizyjnej 29 Dywizji Piechoty w Grodnie. Z dniem 20 marca 1925 wyznaczony na stanowisko dowódcy piechoty dywizyjnej 11 Dywizji Piechoty w Stanisławowie. Od stycznia do września 1926 pełnił obowiązki II zastępcy szefa Administracji Armii. W okresie październik 1926 – listopad 1928 dowódca 3 Dywizji Piechoty Legionów w Zamościu.
1 stycznia 1928 Prezydent RP, Ignacy Mościcki awansował go na generała brygady ze starszeństwem z dniem 1 stycznia 1928 i 8. lokatą w korpusie generałów.
Od listopada 1928 do 1932 pełnił funkcję I zastępcy szefa Sztabu Głównego w Warszawie. Z dniem 1 lutego 1932 mianowany został generałem do prac przy Generalnym Inspektorze Sił Zbrojnych. W okresie od 1936 do września 1939 obowiązki służbowe łączył z funkcją prezesa zarządu głównego Ligi Morskiej i Kolonialnej.
W okresie II RP został osadnikiem wojskowym w kolonii Juszkowszczyzna (Junkowszczyzna), w powiecie grodzieńskim.
We wrześniu 1939 mianowany inspektorem Wojsk Etapowych w Sztabie Naczelnego Wodza. Po kampanii wrześniowej przedostał się do Francji. Od listopada 1939 do kwietnia 1940 przebywał w Ośrodku Oficerskim w Cerizay, a po ewakuacji do Anglii pozostawał bez przydziału, w Stacji Zbornej Oficerów Rothsay, na wyspie Bute, w Szkocji (VII 1940 – I 1942). W styczniu 1942 przeniesiony w stan nieczynny. Po wojnie na emigracji w USA, gdzie zmarł.

## Ordery i odznaczenia
- Krzyż Srebrny Orderu Wojskowego Virtuti Militari nr 5225 (28 lutego 1922)[12][13]
- Krzyż Komandorski Orderu Odrodzenia Polski (11 listopada 1937)[14][15]
- Krzyż Oficerski Orderu Odrodzenia Polski (2 maja 1923)[12][16][17]
- Krzyż Walecznych (trzykrotnie: po raz 2 i 3 w 1922)[12][18]
- Złoty Krzyż Zasługi (dwukrotnie: 19 marca 1931[19], 13 maja 1933[20][21])
- Medal Niepodległości (23 grudnia 1933)[22][23]
- Medal Pamiątkowy za Wojnę 1918–1921[12]
- Medal Dziesięciolecia Odzyskanej Niepodległości[12]
- Odznaka Pamiątkowa Generalnego Inspektora Sił Zbrojnych (12 maja 1936)
- Złota Odznaka Honorowa Ligi Obrony Powietrznej i Przeciwgazowej I stopnia[24]
- Krzyż Komandorski Orderu Legii Honorowej (Francja)[12]
- Krzyż Oficerski Orderu Legii Honorowej (Francja)[12]
- Krzyż Kawalerski Orderu Legii Honorowej (Francja, 1922)[25]
- Krzyż Komandorski z Gwiazdą Orderu Korony Rumunii (Rumunia)[12]
- Krzyż Komandorski z Gwiazdą Orderu św. Sawy (Jugosławia)[12]